# 1983 في الجزائر
فيما يلي قوائم الأحداث التي وقعت خلال عام 1983 في الجزائر.

## الحكم
- رئيس الجمهورية: الشاذلي بن جديد.
- رئيس الحكومة: محمد بن أحمد عبد الغني

## الأحداث
- 5 يناير – الاتفاق مع النيجر على تعليم الحدود بين البلدين.
- 13 يناير – انتخاب الشاذلي بن جديد للعهدة الثانية.
- 19 مارس – الاتفاق مع تونس على تعليم الحدود بين البلدين.
- 8 ماي – الاتفاق مع مالي على تعليم الحدود بين البلدين.
- 13 ديسمبر – الاتفاق مع موريتانيا على تعليم الحدود بين البلدين.
- – الصين تقوم سراً باتفاق مع الجزائر للمساعدة على تطوير مفاعل نووي.
- – التقسيم الإداري للجزائر ليرفع عدد الولايات إلى 48 ولاية 1541 بلدية و742 دائرة

## رياضة
- تأسيس الإتحاد الرياضي لمدينة عنابة
- منتخب الجزائر لكرة اليد يفوز ببطولة أفريقيا لكرة اليد للرجال
- 17 أيلول – الجزائر تحقق المرتبة التاسعة بخمسة ميداليات ذهبية في ألعاب البحر الأبيض المتوسط التي نظمت في الدار البيضاء في المغرب في الفترة من 3 إلى 17 أيلول 1983
- حاز مصطفى دحلب على كاس فرنسا مرتين مع نادي باريس سان جيرمان
- مولودية الجزائر تفوز بكأس الجزائر

## مواليد
- 5 مارس – أمين أكساس: لاعب كرة قدم جزائري.
- 18 مارس – عادل معيزة: لاعب كرة قدم جزائري
- 18 أبريل – فضيل حجاج لاعب كرة قدم جزائري
- 30 أغسطس – مهدي مصطفى سبع لاعب كرة القدم الجزائري الدولي.
- 21 سبتمبر – مصطفى جليط لاعب كرة قدم جزائري
- 5 ديسمبر– فؤاد قادير لاعب كرة قدم جزائري.
- الحاج بوقاش لاعب جزائري من مواليد 7 ديسمبر 1983
- – مريم مرداسي سياسية جزائرية، وزيرة الثقافة من 1 أبريل إلى 24 أغسطس 2019.

## وفيات
- 19 سبتمبر – سليمان عازم (مواليد 1918) مغني وشاعر قبائلي أمازيغي جزائري، يؤدي موسيقى الشعبي الجزائري والموسيقى القبائلية. (65 سنة)
- 18 أكتوبر – أحمد توفيق المدني (مواليد 1899م) عالم، مؤرخ، وزير جزائري. توفي بالجزائر العاصمة العمر (85 سنة)